# Wspólnota administracyjna Ebern
Wspólnota administracyjna Ebern – wspólnota administracyjna (niem. Verwaltungsgemeinschaft) w Niemczech, w kraju związkowym Bawaria, w rejencji Dolna Frankonia, w regionie Main-Rhön, w powiecie Haßberge. Siedziba wspólnoty znajduje się w mieście Ebern. Przewodniczącym jej jest Robert Herrmann.
Wspólnota administracyjna zrzesza jedno miasto (Stadt), jedną gminę targową (Markt) oraz jedną gminę wiejską (Gemeinde):
- Ebern, miasto, 7 210 mieszkańców, 95,02 km²
- Pfarrweisach, 1 537 mieszkańców, 28,43 km²
- Rentweinsdorf, gmina targowa, 1 571 mieszkańców, 24,62 km²